# 羅克霍爾 (馬里蘭州)
羅克霍爾（英語：Rock Hall）是一個位於美國馬里蘭州肯特縣的市鎮。

## 人口
根據2020年美國人口普查的數據，羅克霍爾的面積為4.02平方千米，當中陸地面積為3.47平方千米，而水域面積為0.55平方千米。當地共有人口1198人，而人口密度為每平方千米298人。